# 工人党 (多哥)
工人党（法語：Parti des travailleurs，缩写为PT）是多哥的一个已不存在的托洛茨基主义政党。该党成立于1998年。该党与工会有联系。该党创始人是克洛德·阿梅甘维，自该党成立以来长期担任该党的全国协调员。该党是法国托洛茨基主义理论家皮埃尔·朗贝尔指导建立的“争取工人国际国际联络委员会”的成员。